# Red Bull MotoGP Rookies Cup 2017
Der Red Bull MotoGP Rookies Cup 2017 war der elfte in der Geschichte des FIM-Red Bull MotoGP Rookies Cups.
Es wurden 13 Rennen bei sieben Veranstaltungen ausgetragen.

## Punkteverteilung
Meister wurde derjenige Fahrer, der bis zum Saisonende die meisten Punkte in der Meisterschaft gesammelt hatte. Bei der Punkteverteilung wurden die Platzierungen im Gesamtergebnis des jeweiligen Rennens berücksichtigt. Die 15 erstplatzierten Fahrer jedes Rennens erhielten Punkte nach folgendem Schema:
Weltmeister wird derjenige Fahrer beziehungsweise der Hersteller, der bis zum Saisonende die meisten Punkte in der Weltmeisterschaft angesammelt hat. Bei der Punkteverteilung werden die Platzierungen im Gesamtergebnis des jeweiligen Rennens berücksichtigt. Die fünfzehn erstplatzierten Fahrer jedes Rennens erhalten Punkte nach folgendem Schema:
| Punkteverteilung | Punkteverteilung | Punkteverteilung | Punkteverteilung | Punkteverteilung | Punkteverteilung | Punkteverteilung | Punkteverteilung | Punkteverteilung | Punkteverteilung | Punkteverteilung | Punkteverteilung | Punkteverteilung | Punkteverteilung | Punkteverteilung | Punkteverteilung |
| ---------------- | ---------------- | ---------------- | ---------------- | ---------------- | ---------------- | ---------------- | ---------------- | ---------------- | ---------------- | ---------------- | ---------------- | ---------------- | ---------------- | ---------------- | ---------------- |
| Platz            | 1                | 2                | 3                | 4                | 5                | 6                | 7                | 8                | 9                | 10               | 11               | 12               | 13               | 14               | 15               |
| Punkte           | 25               | 20               | 16               | 13               | 11               | 10               | 9                | 8                | 7                | 6                | 5                | 4                | 3                | 2                | 1                |

In die Wertung kamen alle erzielten Resultate.

## Rennkalender
|   | Lauf | Datum         | Lauf        | Strecke                                                  | Streckenlayout |
| - | ---- | ------------- | ----------- | -------------------------------------------------------- | -------------- |
| 1 | 1    | 6. Mai        | Spanien     | Circuito de Jerez (Jerez de la Frontera)                 |                |
| 1 | 2    | 7. Mai        | Spanien     | Circuito de Jerez (Jerez de la Frontera)                 |                |
| 2 | 1    | 24. Juni      | Niederlande | TT Circuit Assen (Assen)                                 |                |
| 2 | 2    | 25. Juni      | Niederlande | TT Circuit Assen (Assen)                                 |                |
| 3 | 1    | 1. Juli       | Deutschland | Sachsenring (Hohenstein-Ernstthal)                       |                |
| 3 | 2    | 2. Juli       | Deutschland | Sachsenring (Hohenstein-Ernstthal)                       |                |
| 5 | 1    | 5. August     | Tschechien  | Automotodrom Brno (Brünn)                                |                |
| 5 | 2    | 6. August     | Tschechien  | Automotodrom Brno (Brünn)                                |                |
| 4 | 1    | 12. August    | Österreich  | Red Bull Ring (Spielberg)                                |                |
| 4 | 2    | 13. August    | Österreich  | Red Bull Ring (Spielberg)                                |                |
| 6 | –    | 9. September  | San Marino  | Misano World Circuit Marco Simoncelli (Misano Adriatico) |                |
| 7 | 1    | 23. September | Aragonien   | Motorland Aragón (Alcañiz)                               |                |
| 7 | 2    | 24. September | Aragonien   | Motorland Aragón (Alcañiz)                               |                |

## Rennergebnisse
|   | Lauf | Datum  | Rennen      | Strecke       | Platz 1       | Platz 2         | Platz 3         | Pole-Position | Schn. Rennrunde | Gesamtführender Fahrer |
| - | ---- | ------ | ----------- | ------------- | ------------- | --------------- | --------------- | ------------- | --------------- | ---------------------- |
| 1 | 1    | 06.05. | Spanien     | Jerez         | Rory Skinner  | Ai Ogura        | Kazuki Masaki   | Ai Ogura      | Ai Ogura        | Rory Skinner           |
| 1 | 2    | 07.05. | Spanien     | Jerez         | Aleix Viu     | Filip Salač     | Can Öncü        | Ai Ogura      | Filip Salač     | Aleix Viu              |
| 2 | 1    | 24.06. | Niederlande | Assen         | Can Öncü      | Kazuki Masaki   | Aleix Viu       | Can Öncü      | Can Öncü        | Aleix Viu              |
| 2 | 2    | 25.06. | Niederlande | Assen         | Can Öncü      | Aleix Viu       | Kazuki Masaki   | Can Öncü      | Can Öncü        | Aleix Viu              |
| 3 | 1    | 01.07. | Deutschland | Sachsenring   | Deniz Öncü    | Kevin Orgis     | Can Öncü        | Can Öncü      | Deniz Öncü      | Can Öncü               |
| 3 | 2    | 02.07. | Deutschland | Sachsenring   | Can Öncü      | Aleix Viu       | Kazuki Masaki   | Can Öncü      | Kazuki Masaki   | Can Öncü               |
| 4 | 1    | 05.08. | Tschechien  | Brünn         | Can Öncü      | Matthias Meggle | Kazuki Masaki   | Kazuki Masaki | Can Öncü        | Can Öncü               |
| 4 | 2    | 06.08. | Tschechien  | Brünn         | Deniz Öncü    | Kevin Orgis     | Ryusei Yamanaka | Kazuki Masaki | Can Öncü        | Can Öncü               |
| 5 | 1    | 12.08. | Österreich  | Red Bull Ring | Ai Ogura      | Kazuki Masaki   | Ryusei Yamanaka | Ai Ogura      | Ryusei Yamanaka | Can Öncü               |
| 5 | 2    | 13.08. | Österreich  | Red Bull Ring | Kazuki Masaki | Can Öncü        | Ai Ogura        | Ai Ogura      | Rory Skinner    | Can Öncü               |
| 6 | –    | 09.09. | San Marino  | Misano        | Ai Ogura      | Kazuki Masaki   | Aleix Viu       | Aleix Viu     | Kazuki Masaki   | Kazuki Masaki          |
| 7 | 1    | 23.09. | Aragonien   | Aragón        | Kazuki Masaki | Ai Ogura        | Aleix Viu       | Can Öncü      | Deniz Öncü      | Kazuki Masaki          |
| 7 | 2    | 24.09. | Aragonien   | Aragón        | Aleix Viu     | Adrián Carrasco | Omar Bonoli     | Can Öncü      | Kazuki Masaki   | Kazuki Masaki          |

## Fahrerwertung
| Pos. | Fahrer            | Spanien | Spanien | Niederlande | Niederlande | Deutschland | Deutschland | Tschechien | Tschechien | Osterreich | Osterreich | San Marino | Aragonien | Aragonien | Gesamt |
| Pos. | Fahrer            | L1      | L2      | L1          | L2          | L1          | L2          | L1         | L2         | L1         | L2         | San Marino | L1        | L2        | Gesamt |
| ---- | ----------------- | ------- | ------- | ----------- | ----------- | ----------- | ----------- | ---------- | ---------- | ---------- | ---------- | ---------- | --------- | --------- | ------ |
| 1    | Kazuki Masaki     | 3       | 5       | 2           | 3           | 10          | 3           | 3          | 13         | 2          | 1          | 2          | 1         | 21        | 194    |
| 2    | Aleix Viu         | 5       | 1       | 3           | 2           | 15          | 2           | 4          | 7          | 10         | 11         | 3          | 3         | 1         | 183    |
| 3    | Can Öncü          | 18      | 3       | 1           | 1           | 3           | 1           | 1          | NC         | 14         | 2          | NC         | 5         | NC        | 165    |
| 4    | Deniz Öncü        | NC      | 9       | 11          | 5           | 1           | NC          | 9          | 1          | 8          | 5          | 4          | 4         | 6         | 135    |
| 5    | Ai Ogura          | 2       | 4       |             |             |             |             | 19         | 11         | 1          | 3          | 1          | 2         | 19        | 124    |
| 6    | Ryusei Yamanaka   | NC      | 6       | 10          | 6           | 9           | 5           | 5          | 3          | 3          | 4          | NC         | 7         | 4         | 122    |
| 7    | Matthias Meggle   | 9       | 8       | 4           | 16          | 8           | 6           | 2          | 4          | 5          | 8          | 6          | DNS       | DNS       | 108    |
| 8    | Adrián Carrasco   | NC      | 10      | NC          | NC          | 4           | 7           | 10         | 6          | 4          | 7          | 19         | 8         | 2         | 94     |
| 9    | Omar Bonoli       | 6       | 7       | 7           | 7           | 19          | 4           |            |            | 6          | 6          | NC         | 10        | 3         | 92     |
| 10   | Kevin Orgis       | 12      | NC      | 8           | 14          | 2           | 10          | 6          | 2          | 19         | 20         | 9          | 13        | 10        | 86     |
| 11   | Steward Garcia    | 8       | NC      | 15          | 4           | 5           | 9           | 11         | NC         | 7          | 10         | 10         | 11        | 8         | 79     |
| 12   | Rory Skinner      | 1       | NC      | 5           | 9           | 17          | 15          | 12         | NC         | NC         | 9          | 13         | 9         | 7         | 74     |
| 13   | Filip Salač       | 4       | 2       |             |             |             |             | NC         |            |            |            | 5          | 6         | 5         | 65     |
| 14   | Meikon Kawakami   | 10      | 11      | 9           | NC          | 6           | 14          | 8          | 5          | 11         | 21         | 8          | NC        | 13        | 65     |
| 15   | Walid Soppe       | NC      | NC      | 6           | 18          | 12          | 8           | 7          | 12         | 12         | 12         | NC         |           |           | 43     |
| 16   | Xavier Artigas    | 11      | 17      | 18          | 11          | 7           | 13          | 13         | NC         | 9          | 15         | 15         | 14        | 11        | 41     |
| 17   | Sean Dylan Kelly  | 7       | NC      | NC          | 17          | 21          | 20          | 17         | 8          | 21         | 13         | 7          | 12        | 9         | 40     |
| 18   | Victor Steeman    | NC      | 12      | 17          | 12          | 23          | 11          | 15         | 9          | 17         | NC         | 12         | 15        | 14        | 28     |
| 19   | Sasha De Vits     | 13      | 15      | 16          | 8           | 13          | 17          | 16         | 10         | 18         | 16         | 11         | 16        | 16        | 26     |
| 20   | Peetu Paavilainen |         |         | 12          | NC          | 11          | 12          |            |            |            |            | 18         | NC        | 12        | 17     |
| 21   | Dan Jones         | 17      | 16      | 13          | 10          | 14          | NC          |            |            |            |            |            | NC        | DNS       | 11     |
| 22   | Gabriele Giannini | 14      | 13      | 19          | 15          | 16          | 18          | 14         | 14         | 20         | 18         | 16         | DSQ       | 15        | 11     |
| 23   | Loran Faber       | 16      | 18      | 14          | 13          | 18          | 16          | NC         | 16         | 13         | 14         | NC         | 19        | 20        | 10     |
| 24   | Lorenzo Bartalesi | 15      | 14      | 20          | NC          | 20          | 19          | 18         | 15         | 15         | 19         | 14         | 18        | 18        | 7      |
| 25   | Beatriz Neila     |         |         | NC          | 19          | 22          | 21          | 20         | 17         | 16         | 17         | 17         | 17        | 17        | 0      |

| Farbe         | Bedeutung                               |
| ------------- | --------------------------------------- |
| Gold          | Sieger                                  |
| Silber        | 2. Platz                                |
| Bronze        | 3. Platz                                |
| Grün          | Platzierung in den Punkten              |
| Blau          | Klassifiziert außerhalb der Punkteränge |
| Violett       | Rennen nicht beendet (DNF)              |
| Violett       | nicht klassifiziert (NC)                |
| Rot           | nicht qualifiziert (DNQ)                |
| Schwarz       | disqualifiziert (DSQ)                   |
| Weiß          | nicht am Start (DNS)                    |
| Weiß          | zurückgezogen (WD)                      |
| Weiß          | Rennen abgesagt (C)                     |
| ohne Farbe    | nicht am Training teilgenommen (DNP)    |
| ohne Farbe    | verletzt oder krank (INJ)               |
| ohne Farbe    | ausgeschlossen (EX)                     |
| ohne Farbe    | nicht erschienen (DNA)                  |
| fett          | Pole-Position                           |
| kursiv        | Schnellste Rennrunde                    |
| unterstrichen | WM-Führung                              |
| hochgestellt  | Platzierung im Sprintrennen             |